# Фальчёпинг
Фальчёпинг (швед. Falköping) — город в Швеции.

## География

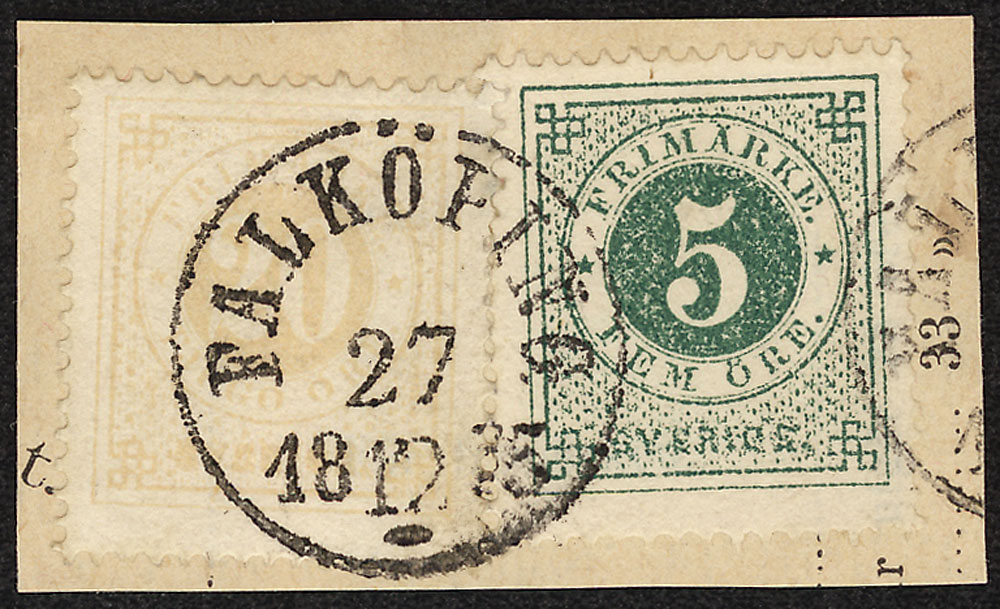
Почтовый штемпель Фальчёпинга (1872 год)

Город Фальчёпинг находится на западе Швеции, на территории лена Вестра-Гёталанд. Он лежит на железнодорожной линии Стокгольм-Гётеборг, приблизительно в 150 километрах к северо-востоку от Гётеборга. Фальчёпинг является административным центром коммуны Фальчёпинг.
Является членом движения «Медленный город» (итал.  Cittaslow).

## История
Город находится на территории историко-культурного района Фальбюгден. Научно подтверждено, что уже в XII веке на его месте существовало поселение. В XIV столетии Фальчёпинг получил городские права. В XVI веке город находился в состоянии полного упадка, а во время войны 1563—1570 гг. был сожжён. Восстановление здесь городской жизни проходило медленно, и к 1800 году в Фальчёпинге проживало лишь 450 человек. Усиленное развитие началось лишь с середины XIX века, когда через город прошла железная дорога, связавшая крупнейшие города Швеции — Стокгольм, Гётеборг и Хельсингборг.

## Население
| Год  | Численность | Численность |
| ---- | ----------- | ----------- |
| 2005 | 15 821      | [ 2 ]       |
| 2010 | 16 350      | [ 2 ]       |
| 2015 | 17 170      | [ 3 ]       |
| 2016 | 17 449      | [ 4 ]       |
| 2017 | 17 675      | [ 4 ]       |
| 2018 | 17 828      | [ 5 ]       |
| 2019 | 17 914      | [ 6 ]       |
| 2020 | 17 939      | [ 7 ]       |
| 2023 | 17 924      | [ 1 ]       |